# Віто-д'Азіо
Віто-д'Азіо (італ. Vito d'Asio) — муніципалітет в Італії, у регіоні Фріулі-Венеція-Джулія,  провінція Порденоне.
Віто-д'Азіо розташоване на відстані близько 490 км на північ від Рима, 95 км на північний захід від Трієста, 37 км на північний схід від Порденоне.
Населення — 776 осіб (2014).

## Демографія
Населення за роками:

Станом на 1 січня 2023 року в муніципалітеті офіційно проживало 39 іноземців з 15 країн, серед них 19 громадян країн Євросоюзу та 2 громадяни України.

## Сусідні муніципалітети
- Кастельново-дель-Фріулі
- Каваццо-Карніко
- Клауцетто
- Форгарія-нель-Фрьюлі
- Пінцано-аль-Тальяменто
- Преоне
- Трамонті-ді-Сотто
- Тразагіс
- Верценьс

## Відомі особистості
В поселенні народилась:
- Фіоренца Седолінс (* 1966) — італійська оперна співачка.